# NewKidd
Newkidd（韓語：뉴키드）是韓國J-Flo娛樂於2019年推出的七人男子團體 

、該團體由八名成員組成：Jinkwon、Ji Han-sol、Choi Ji-ann、Yunmin、Hwi、Woochul、Lee Min-wook和 Kang Seung-chan、樂團於 2019年4月25日正式出道、並推出同名單曲專輯Newkidd。

## 團體資料
團隊名稱“newkidd”的意思是字典詞，意思是“新面孔”，而單詞“夢想的新一代關鍵”，這是“夢想的新一代關鍵”。組合表達了在音樂行業繼續發展的雄心。

## 成員資料
| 智安       | 지안 | JiAnn    | 崔栽佑 | 최재우 | Choi JaeWoo   | 1997年9月30日 ·             | 副唱                     |
| 民旭       | 민우 | Min Wook | 李民旭 | 이민우 | Lee Min Wook  | 2000年11月13日 ·            | 主唱，主舞               |
| 真權       | 진권 | JinKwon  | 金真權 | 김진권 | Kim JinKwon   | 2001年1月31日 ·             | 隊長、副唱               |
| 珉         | 민   | Min      | 尹珉   | 윤민   | Yun Min       | 2001年2月26日 ·             | 副隊長、副Rapper         |
| 珉奎       | 민규 | MinGyu   | 趙珉奎 | 조민규 | Jo MinGyu     | 2002年9月26日 ·             | 主唱                     |
| 宇哲       | 우철 | WooChul  | 申宇哲 | 신우철 | Shin WooChul  | 2002年10月2日 ·             | 副唱                     |
| 勝燦       | 승찬 | SeulChan | 姜勝燦 | 강승찬 | Kang SeulChan | 2003年8月8日 ·              | 副唱、副Rapper、忙內     |
| 已離開成員 |      |          |        |        |               |                             |                          |
| 韓率       | 한솔 | HanSol   | 池韓率 | 지한솔 | Ji HanSol     | 1994年11月21日 · 釜山廣域市 | 主領舞、副唱、門面、中心 |

## 發展歷程

### 2017-2019年
2017年，J-Flo娛樂與Ji Han-sol、Yunmin、Jinkwon和 Woochul四名成員組成了 Newkidd作為出道前項目、池韓松也是前SM娛樂練習生、在完成UNB團體的促銷活動時加入、這是一個由韓國廣播組成的男孩組合、真人秀The Unit偶像重啟計畫、在首次亮相之前，該廠牌宣布發行首支單曲《Will You Be Ma》。
2018年7月10日，陣容中增加了兩位新成員、他們開始以Newkidd02的名義宣傳他們的第二張預出道單曲專輯《Boy Boy Boy》、該團體的最後一位成員Kang Seung-chan在出道前不久加入。

### 2019-2024年
2019年4月23日、Newkidd在4月25日出道前舉行了出道showcase、他們以主打歌Tu eres的同名專輯Newkidd出道。
2021年2月20日，J-FLO娛樂宣布Hansol將作為公共服務人員入伍。
2022年11月1日，Newkidd的經紀公司宣布，由於首爾萬聖節人群事件《VICTORY》的發行已被推遲
2022年11月8日，J-FLO娛樂宣布 Hwi將作為現役軍人入伍 。

## 音樂作品

### 迷你專輯
| 專輯 # | 專輯資料                                                       | 曲目                                                             |
| 1st    | 《Come》 - 發行日期： 2019年4月26日 - 語言：韓語 - 銷量：3,713 | 曲目 1. COME 2. Tu Eres 3. COME(Acoustic Ver.) 4. Tu Eres(Inst.) |

## 影音作品

### 音樂錄影帶
| 日期           | 歌名    | 歌手    | 影音   | 備註   |
| 2019年         | 2019年  | 2019年  | 2019年 | 2019年 |
| -------------- | ------- | ------- | ------ | ------ |
| 2019年5月14日  | Tu eres | Newkidd | MV     |        |
| 2019年11月28日 | COME    | Newkidd | MV     |        |

## 外部連結
- NewKidd的Facebook專頁
- NewKidd的X（前Twitter）
- NewKidd的Instagram帳戶